# SN 2003bp
SN 2003bp – supernowa typu Ib odkryta 6 marca 2003 roku w galaktyce NGC 2596. W momencie odkrycia miała maksymalną jasność 17,80m.